# 武西 (印西市)
武西(むざい）は、千葉県印西市の大字。郵便番号270-1354。

## 地理
北は白井市武西、白井市桜台、北東は武西学園台、東は戸神、南東は船尾、南は八千代市佐山、南西は八千代市真木野、西は八千代市小池、
北西は白井市谷田に隣接している。

## 世帯数と人口
2017年（平成29年）10月31日現在の世帯数と人口は以下の通りである。
| 大字 | 世帯数  | 人口  |
| ---- | ------- | ----- |
| 武西 | 118世帯 | 253人 |

## 小・中学校の学区
市立小・中学校に通う場合、学区は以下の通りとなる。
| 番地 | 小学校             | 中学校             |
| ---- | ------------------ | ------------------ |
| 全域 | 印西市立船穂小学校 | 印西市立船穂中学校 |

## 施設
- 武西集会所
- 武西観世音堂
- 安養寺
- 武西機場

## 交通

### コミュニティバス
- 印西市ふれあいバス[5][6]
  - 南ルート（千葉ニュータウン循環ルート）[7]
    - （95戸神入口） - 96武西 - 97ハードヴィレッヂ前 - （79印西郵便局前）

### 道路
- 国道
  - 国道464号